# Schweiz evangeliska folkparti
Schweiz evangeliska folkparti (tyska: Evangelische Volkspartei der Schweiz (EVP), franska: Parti Evangelique Suisse (PEV), italienska: Partito Evangelico Svizzero, rätoromanska: Partida evangelica da la Svizra) är ett evangelisk-kristet parti i Schweiz, bildat den 10 maj 1919 av medlemmar i Protestantisk-kristliga partiet (bildat 1917 i Uster) och Politiska föreningen av kristna medborgare (bildad 1918 i Bern). EVP/PEV hör till den europeiska kristliga politiska rörelsen. I den schweiziska förbundsförsamlingen ingår Evangeliska folkpartiet i en med Kristdemokratiska folkpartiet gemensam parlamentarisk grupp.
Majoriteten av EVP:s medlemmar tillhör kyrkor anslutna till Schweiz evangeliska kyrkoförbund.
Partiets paroll är ”Kristna värderingar. Mänsklig politik.”
2004 bildades EVP:s ungdomsförbund, Junge Evangelische Volkspartei (*jevp).

## Officiella hemsidor
- Partiet
- Ungdomsförbundet